# Herrarnas K-4 1000 meter i kanotsport vid olympiska sommarspelen 2012
Herrarnas K-4 1000 meter vid olympiska sommarspelen 2012 hölls mellan 7 augusti och 9 augusti på Eton Dorney i London. Deltagarna delades upp i försöksheat där de bästa i varje heat (två stycken) gick direkt till final medan resterande åtta gick till semifinal. Där delades deltagarna upp i två heat där de tre främsta i varje heat gick till final.

## Medaljörer
| Gren            | Guld                                                        | Silver                                                        | Brons                                                      |
| K-4, 1000 meter | Australien Tate Smith Dave Smith Murray Stewart Jacob Clear | Ungern Zoltán Kammerer Dávid Tóth Tamás Kulifai Dániel Pauman | Tjeckien Daniel Havel Lukáš Trefil Josef Dostál Jan Štĕrba |

## Schema
Försöksheat

7 augusti, 9:30

Semifinal

7 augusti, 11:01

Final

9 augusti, 9:48

## Resultat

### Försöksheat

#### Heat 1
| Plac. | Kanotist                                                        | Land      | Tid      | Notering |
| ----- | --------------------------------------------------------------- | --------- | -------- | -------- |
| 1     | Peter Gelle Martin Jankovec Erik Vlček Juraj Tarr               | Slovakien | 2:55.173 | Q        |
| 2     | Marcus Groß Norman Bröckl Tim Wieskötter Max Hoff               | Tyskland  | 2:56.987 |          |
| 3     | Kim Wraae Knudsen René Holten Poulsen Emil Stær Kasper Bleibach | Danmark   | 3:05.134 |          |
| 4     | Traian Neagu Toni Ioneticu Ștefan Vasile Ionel Gavrilă          | Rumänien  | 3:12.371 |          |
| 5     | Milenko Zorić Ervin Holpert Aleksandar Aleksić Dejan Terzić     | Serbien   | 3:21.437 |          |

#### Heat 2
| Plac. | Kanotist                                                | Land       | Tid      | Notering |
| ----- | ------------------------------------------------------- | ---------- | -------- | -------- |
| 1     | Zoltán Kammerer Dávid Tóth Tamás Kulifai Dániel Pauman  | Ungern     | 2:54.153 | Q        |
| 2     | Daniel Havel Lukáš Trefil Josef Dostál Jan Štěrba       | Tjeckien   | 2:54.267 |          |
| 3     | Tate Smith Dave Smith Murray Stewart Jacob Clear        | Australien | 2:59.789 |          |
| 4     | Ilya Medvedev Anton Vasilev Anton Ryakhov Oleg Zhestkov | Ryssland   | 3:04.781 |          |
| 5     | Zhang Hongpeng Zhou Peng Shen Jie Huang Zhipeng         | Kina       | 3:14.234 |          |

### Semifinal
| Plac. | Kanotist                                                        | Land       | Tid      | Notering |
| ----- | --------------------------------------------------------------- | ---------- | -------- | -------- |
| 1     | Tate Smith Dave Smith Murray Stewart Jacob Clear                | Australien | 2:52.505 | Q        |
| 2     | Marcus Groß Norman Bröckl Tim Wieskötter Max Hoff               | Tyskland   | 2:53.575 | Q        |
| 3     | Daniel Havel Lukáš Trefil Josef Dostál Jan Štěrba               | Tjeckien   | 2:53.984 | Q        |
| 4     | Ilya Medvedev Anton Vasilev Anton Ryakhov Oleg Zhestkov         | Ryssland   | 2:54.303 | Q        |
| 5     | Traian Neagu Toni Ioneticu Ștefan Vasile Ionel Gavrilă          | Rumänien   | 2:55.027 | Q        |
| 6     | Kim Wraae Knudsen René Holten Poulsen Emil Stær Kasper Bleibach | Danmark    | 2:56.003 | Q        |
| 7     | Milenko Zorić Ervin Holpert Aleksandar Aleksić Dejan Terzić     | Serbien    | 2:56.346 |          |
| 8     | Zhang Hongpeng Zhou Peng Shen Jie Huang Zhipeng                 | Kina       | 3:00.315 |          |

### Final
| Plac. | Kanotist                                                        | Land       | Tid      | Noteringar |
| ----- | --------------------------------------------------------------- | ---------- | -------- | ---------- |
| 1     | Tate Smith Dave Smith Murray Stewart Jacob Clear                | Australien | 2:55.085 |            |
| 2     | Zoltán Kammerer Dávid Tóth Tamás Kulifai Dániel Pauman          | Ungern     | 2:55.699 |            |
| 3     | Daniel Havel Lukáš Trefil Josef Dostál Jan Štěrba               | Tjeckien   | 2:55.850 |            |
| 4     | Marcus Groß Norman Bröckl Tim Wieskötter Max Hoff               | Tyskland   | 2:56.172 |            |
| 5     | Kim Wraae Knudsen René Holten Poulsen Emil Stær Kasper Bleibach | Danmark    | 2:56.542 |            |
| 6     | Peter Gelle Martin Jankovec Erik Vlček Juraj Tarr               | Slovakien  | 2:56.771 |            |
| 7     | Ilya Medvedev Anton Vasilev Anton Ryakhov Oleg Zhestkov         | Ryssland   | 2:57.375 |            |
| 8     | Traian Neagu Toni Ioneticu Ștefan Vasile Ionel Gavrilă          | Rumänien   | 2:58.223 |            |